# She Loves You
"She Loves You" é uma canção da parceria Lennon-McCartney, lançada  primeiramente no lado-A de um compacto simples no Reino Unido, em 23 de agosto de 1963.  Por 14 anos foi a música interpretada pelo conjunto The Beatles mais vendida e escrita por dois membros, John Lennon e Paul McCartney,  deste conjunto, popularmente conhecido como Fab Four.
Pode-se dizer que, Lennon-McCartney é a dupla mais bem sucedida de canções de música do estilo rock e músicas românticas no século XX até os dias de hoje.  "She Loves You"  é considerada a precursora da Beatlemania com o surgimento dos gritos, "yeah-yeah-yeah", dando aos Beatles, no Brasil, o título de "reis do ié-ié-ié" durante os anos 60, visto até que, no Brasil, em janeiro de 1965, a gravadora Odeon lançou o terceiro álbum dos Beatles intitulado em Português: Os Reis do Ié, Ié, Ié que era também o título em Português do filme dos Beatles A Hard Day's Night, no Brasil. Na  canção chamam a atenção o famoso falsete "uuu" que lembra o dos Isley Brothers. Esteve presente na lista das 500 melhores canções de todos os tempos da revista Rolling Stone.
"She Loves You" foi lançada no Brasil primeiramente num compacto simples,  em março de 1964, junto a outro sucesso, "I Want to Hold Your Hand," quando a Beatlemania já estava na moda. "She Loves You"  estourou nas paradas de sucesso no Brasil e o compacto foi re-lançado em Setembro de 1964, desta vez como um compacto duplo que icluía já quatro canções. Simultaneamente com o primeiro compacto lançado no Brasil, em março de 1964, She Loves You foi também lançada nesta data no primeiro LP("Long Play") dos Beatles no Brasil, Beatlemania, um LP assim intitulado com seleções musicais especialmente voltadas ao mercado brasileiro. Assim como o selo da Capitol Records—gravadora americana afiliada a EMI da Inglaterra--, fazia nos Estados Unidos da América, mudando, dos LPs originais dos Beatles no Reino Unido, a ordem das músicas e os nomes dos LPs lançados para o mercado americano, a Odeon do Brasil—também associada a EMI—lançava os LPs com outros nomes e outras seleções musicais para atrair o seu próprio mercado individual no Brasil. No entanto, tanto no Brasil, como na América, ou Europa e no mundo todo, She Loves You dos Beatles foi um enorme sucesso.
Inicialmente, "She Loves You" foi muito controversa  nos Estados Unidos da América por causa de seu refrão, yeah, yeah, yeah,  após cada verso, recebendo muitas vezes crítica negativa. Mas, mesmo assim, foi uma canção que alcançou um público muito maior do que meramente um pequeno segmento do mercado. Enquanto no Reino Unido os Beatles estavam fazendo sucesso desde o início de 1963, nos Estados  Unidos os Beatles só tinham conseguido atingir o sucesso das paradas  com uma outra canção, From me to You, que durou três semanas nas paradas durante agosto de 1963, e mesmo assim esta última só havia chegado ao 116º lugar nas paradas de sucesso americano.

## Um sucesso inigualável
"She Loves You"  foi uma canção originalmente gravada para ser lançada como um single (Trad. Pt. "compacto simples") em 1963 e alcançou a primeira posição nas paradas da Reino Unido no dia 7 de Setembro de 1963. Este compacto de vinil superou muitos recordes, entre eles:
- É a canção dos Beatles que mais vendeu até hoje na Reino Unido, entre todas suas composições.[6]
- Nos Estados Unidos da América, é uma das cinco canções dos Beatles que lideravam simultaneamente os cinco primeiros lugares nas paradas de sucesso americana—um recorde não superado até hoje por qualquer outro artista.[7] Apesar de "I Want to Hold Your hand"  ter alcançado o primeiro lugar nas paradas de sucesso dos EUA antes de "She Loves You"(embora esta que foi lançada antes mesmo), foi o re-lançamento de "She Loves You," nos  EUA, que tirou "I Want to Hold Your Hand" do primeiro lugar, em 1964, enquanto no Reino Unido "She Loves You" chegou a número um duas vezes.
- Foi a primeira vez também que o nome do compositor John Lennon apareceu antes do nome de Paul McCartney no Reino Unido.  Até então as músicas de parceria desta dupla apareciam com os créditos de: "McCartney/Lennon."
- "She Loves You" é também uma das duas canções  dos Beatles que recebeu nome e teve versão noutra língua, especificamente para a Alemanha, que fora conhecida como "Sie Liebt Dich" (a outra canção sendo "Komm, Gib Mir Deine Hand",  do título em Inglês: "I Want to Hold Your Hand").

A revista Inglesa, Uncut Magazine  declarou em outubro de 2005, que "She Loves You"  foi a terceira maior canção que mudou o mundo pop, atrás de "Heartbreak Hotel",  do cantor-intérprete, Elvis Presley; e, "Like a Rolling Stone,"  do compositor-poeta, Bob Dylan. Tão só e por causa de sua preeminência nas vendas e pura energia, a canção é considerada por muitos o sucesso definitivo da Beatlemania.

## O lançamento do "single"
No dia 23 de agosto de 1963, o single "She Loves You" fora lançado para o público britânico. Acompanhando o Lado-A, "She Loves You", havia a canção, "I'll Get You", no Lado-B. O compacto marcou e "esmagou" vários discos na parada de música britânica, começando a ser o compacto mais vendido, na Grã-Bretanha. A canção começou a subir as paradas  no dia 31 de agosto, e se fincou, permanecendo nas paradas por 31 semanas consecutivas—uma  permanência excepcionalmente longa--, alcançando dezoito daquelas semanas entre os três primeiros lugares das paradas. Durante aquele período, ela vingou o primeiro lugar da parada de sucesso no dia 7 de Setembro, defendendo esta posição por um mês, antes de oscilar entre os três primeiros lugares; mas, somente num falso alarme e novamente retomando sua posição de primeiro lugar, pela segunda vez, a "Top nº1", no dia 30 de novembro; e aí permaneceu por mais duas semanas. Como se não fosse suficiente, ela se colocou de volta nas paradas por duas semanas no dia 14 de abril de 1964, chegando ao "Top-42." "She Loves You" foi a canção mais vendida em 1963 e, de fato, permanece como o compacto mais vendido dos Beatles no Reino Unido, hoje;  defendendo-se de outros sucessos como "Hey Jude."  O sucesso dos Beatles foi tal que "She Loves You" permaneceu no Reino Unido como o compacto mais vendido, entre todos artistas do mundo, por 14 anos, somente para ceder a sua posição para a banda Wings, com seu compacto, "Mull of Kintyre", um conjunto fundado pelo participante e líder, Paul McCartney.
Quando "She Loves You" saiu como um compacto nos EUA, no dia 16 de setembro de 1963, ninguém prestou atenção ao fato. Poucos meses depois, os Beatles lançaram "I Want to Hold Your Hand," a qual subiu a número um, lançando a invasão britânica no cenário musical americano e pavimentando o caminho para outros álbuns dos Beatles e outros lançamentos de artistas britânicos. Encorajados pelo sucesso de "I Want to Hold Your Hand", Swan re-lançou o compacto, "She Loves You." Levada pela correnteza da onda que "I Want to Hold Your Hand" originou, "She Loves You" começou, no dia 25 de janeiro de 1964, uma corrida de 15 semanas nas paradas  dos Estados Unidos da América. No dia 21 de Março, "She Loves You" coroou-se na incrível virada dos Beatles na América e se tornou a banda do último sucesso que todo mundo estava falando.
Junto com "I Want to Hold Your Hand,"  "She Loves You" virou o cenário da música americana de cabeça para baixo, e começou o delírio da Beatlemania na América.

## "She Loves You" em alemão
Beatlemania tinha "aterrizado" na América motivada pelas performances  dos Beatles no Ed Sullivan Show em fevereiro, aonde eles tocaram, entre outros canções, "She Loves You." Durante sua estadia de 15 semanas pelas paradas de sucesso americana, "She Loves You" foi  unida a mais quatro canções dos Beatles sendo elas as cinco melhores canções da parada de sucesso nacional. Isto fora um recorde nunca visto antes---e nunca mais foi visto novamente, desde então!  Tal fora o domínio dos Beatles, durante o cenário musical de 1964, que ninguém tem sido capacitado suficientemente para superar este desafio contra tal recorde.
A loucura do sucesso repentino de "I Want to Hold Your Hand" junto com "She Loves You" fez com que todas as gravadoras que tivessem alguma licença prévia para distribuir alguma músca dos Beatles corressem para lançar qualquer coisa dos Beatles em qualquer formato. Infelizmente, Swan Records estava limitada as quatro músicas dos Beatles e não poderia lançar mais nada, mas tecnicamente eles tinham os direitos da licença de "Sie Liebt Dich," a versão em alemão de "She Loves You."  Assim sendo, Swan lançou também o compacto de "Sie Liebt Dich" com "I'll Get You,"  no  lado B, como foi feito na Reino Unido. Incrivelmente, os consumidores americanos, hipnotizados completamente pela Beatlemania e desesperados por qualquer coisa tendo a ver com os Beatles, compraram este compacto também, levando o mesmo a uma semana na parada de sucesso na 97º posição, em 27 de junho de 1964.

## Sucesso de "She Loves You" com  Álbum (LP)
"She Loves You" fora lançado no segundo álbum (LP) dos Beatles pela Capitol Records, nos Estados Unidos da América (conhecido como "The Beatles' Second Album,"  este já era, na verdade, o Terceiro álbum (LP) dos Beatles nos EUA—sendo que o primeiro,Introducing the Beatles, fora lançado, dia 10 de janeiro de 1964, pela Vee-Jay, aproveitando a antiga licença;  o segundo, Meet The Beatles!, a Capitol Records, com recente licença, lançou dez dias depois apenas, dia 20 de janeiro de 1964, como se fosse o primeiro álbum dos Beatles nos EUA—assim anunciava o adesivo na capa do álbum). Os nomes dos álbuns e as músicas neles contidos também variavam das versões lançadas na Reino Unido.  Além do sucesso originalmente causado com o lançamento, em 16 de setembro de 1963, do compacto, "She Loves You," pela Swan(EUA), novamente, "She Loves You," levou o Beatles' Second Album, em abril de 1964, a ultrapassar as vendas do álbum anterior, Meet the Beatles, e alcançar a primeira posição das paradas de álbuns. Isto fora outro recorde: a primeira vez que um artista, nos Estados Unidos da América,  tinha removido ele mesmo das paradas e se colocado nela, em primeiro lugar novamente. Além de que os Beatles, com seus álbuns na América, estavam sendo um indicador para apontar os próximos sucessos no Reino Unido, sendo que no "The Beatles' Second Album" já incluía duas novas músicas, "Long Tall Sally" e "I Call Your Name", que não estavam incluídas nas versões dos álbuns lançados no Reino Unido.
Embora nenhum outro artista tenha conseguido fazer o mesmo sucesso com  "She Loves You" assim como os Beatles fizeram, inúmeros cantores tentaram usar este "cover" para aumentar suas vendas. O cantor americano, Neil Sedaka, tentou colocar as mãos neste "hit" de ouro, assim como Peter Sellers e Ted Chippington. Pete Doherty tocou também esta canção  no "Brick Lane Festival." Em diversos concertos, o Bono do U2 também "colou" pedacinhos de "She Loves You" no final da canção "Vertigo"—usando o famoso "yeah yeah yeah" dos Beatles.
Os próprios Beatles usaram fragmentos do "She Loves You" no final da música: "All You Need is Love"—música lançada nos álbuns: Magical Mystery Tour, durante 1967, e Yellow Submarine em 1969.

## Música e letra
"She Loves You" usa um refrão com letra do título da canção mais a resposta, "yeah, yeah, yeah."  A melodia segue dentro de sua  escala diatônica sem modulações, é simples mas com um gancho—o refrão—que, além de ser introduzido logo no início da canção,  ele se repete e retorna ao final da estrofe. Os acordes mudam a cada dois compassos com uma harmonia homofônica. Segue uma batida de balada 4 por 4 com o tempo bem animado. Não há  "espaço morto" algum—aonde a música segue sem ir a direção alguma.

Ela praticamente não tem uma introdução e não demora 2 segundos para o ouvinte começar a ouvir o "gancho" da música. O "grito"("yeah, yeah, yeah"), por si próprio, se tornou a marca registrada de rock'n roll. Embora nos finais dos anos 70 a música de dança começou a dominar o mercado da nova geração, o "grito" ou o cantar com estilo "berrante" ainda é um estilo que domina a música "metal rock" que sobreviveu entre todas as variações de rock dos últimos 40 anos. 

"She Loves You" é uma música da própria forma erudita "canção," somente diferenciando que a melodia começa com o refrão(parte "B") e sem introdução, dando a impressão ao ouvinte que este começou a ouvir a música já em andamento(no meio dela):
Forma

"B  | A-A' | B'  | A-A'| B' -coda"
"B" é o refrão: "She loves you, yeah, yeah, yeah --She loves you, yeah, yeah, yeah"

"A" sendo as estrofes.

Traduz para:

|| Intro(refrão)-verso-verso-refrão-verso-verso-refrão-||:coda :||

(coda, aqui, sendo a repetição da variação do tema do refrão)
- A introdução com a bateria anuncia a antecipação do tema que está no refrão—o motivo.
- O fraseado melódico é um verdadeiro quatro ao quadrado: o verso se repete 4 vezes e o refrão é um verdadeiro "oito" dividido no meio entre os versos.
- O ritmo é constante sem mudanças extremas, mas rápido.
- A harmonia, apesar de algumas colorações nas partes individuais, é bem estática.
- Apesar da música estar em Sol Maior, ela não começa em Sol, mas ela se aproxima numa cadência acelerada em direção a tônica (o Sol Maior)--criando um certo espírito de ansiedade que corre para "chegar em casa"(a tônica da canção). A canção permanece sempre em Sol Maior.

Progressão harmônica dos acordes da 'intro'

mi menor -> La Maior com 7º -> Do Maior -> Sol Maior(adicionando a 6º)
E ainda, a música contém nuances e elementos do arranjo musical que iriam logo se tornar a marca registrada dos Beatles. Aquele som especial dos Beatles (i.e. a harmonização com intervalos de quinta—aberta—causando 'faíscas harmônicas') já está presente nesta canção.
<estílo
- O acorde de sexta maior, que os Beatles tanto queriam usar, é um contraste adicional ao estilo da música, sendo este estilo o rock dos anos 60—e como Martin dizia, era algo usado em Jazz até então na música popular.

A letra, no entanto, como já mencionado antes, foi algo não convencional. O uso do, então irreverente, "yeah," em vez do mais educado e próprio "yes," era uma 'marca' da geração "rebelde." A geração que quebrou o conservadorismo deixando seus cabelos crescerem, usando roupas mais e mais extravagantes, e que eventualmente chegou ao psicodelismo todo no verão de 1967.
Um engenheiro técnico do estúdio dos Beatles, Norman Smith, captou perfeitamente o espírito da letra da canção: "eu estava arrumando os microfones quando eu vi a letra pela primeira vez no 'stand' ":
"She loves you, yeah, yeah, yeah

She loves you, yeah, yeah, yeah

She loves you, yeah, yeah, yeah! "
"Eu pensei, 'ai meu Deus, mas que letra! Esta vai ser uma daquelas que eu não gosto.' Mas,  quando eles começaram a cantar--boom!  Uau!!!  Incrível!!!  Eu estava na mesa de mixagem, correndo de um lado para o outro."
Apesar ainda de outros críticos  terem ridicularizado os "yeahs,"  estes gritos tiveram um enorme efeito na futura imagem dos Beatles e da nova geração toda na Europa, como que no resto do mundo, eles se tornaram os "yeah-yeah-yeah" do rock'n roll!
A letra, também já mencionado acima, foi escrita na terceira pessoa, como uma pessoa dando um conselho a um amigo: "ela te ama, sim" diz a letra, que por si, demonstrava grande parte da mudança desta nova geração que apareceu nos fim dos anos de '50s e durante os anos de '60s. Uma geração amorosa, querendo mais a paz e o amor ao seu próximo—e os Beatles conseguiram sintetizar estes sentimentos em suas letras—o que a nova geração parecia estar sedente para ouvir. Na letra, os cantores dizem ao 'seu amigo,' aos gritos de alegria, que embora ele pense que ele perdeu sua namorada, acabou que ela realmente se importa por ele e ela o ama. Eles ainda aconselham ao 'amigo': "be glad" (Trad Pt. "ser feliz"). O "yeah yeah yeah" é a essência desta manifestação de alegria. E como mágica esta alegria radiante saiu pelos alto-falantes e se fez real aos consumidores do mundo todo.

## Créditos
- John Lennon — vocal principal e guitarra rítmica
- Paul McCartney —  vocal principal e contrabaixo
- George Harrison — guitarra solo e harmonização vocal
- Ringo Starr — bateria

## Lançamentos
- Reino Unido:
  - She loves you/I'll get you (single) 23 de agosto de 1963
    - Obs: Relançado em 8 de março de 1976 e em 6 de dezembro de 1982

  - The Beatles' Million Sellers (Compacto Duplo ou EP) 6 de dezembro de 1965
  - A Collection Of Beatles Oldies (LP) 10 de dezembro de 1966
- Estados Unidos:
  - She Loves You/I'll get you (single) 16 de setembro de 1963
    - Obs:Lançado pela Swan Discos

  - The Beatles' Second Album (LP) 10 de abril de 1964
- Brasil:
  - Beatlemania (LP) 1964
  - I Want To Hold Your Hand/This Boy/She Loves You/Love me do (Compacto Duplo ou EP) setembro de 1964
  - I Want To Hold Your Hand/She Loves You (Compacto Simples) de março de 1964
- Em todo mundo:
  - 1962-1966 ("álbum vermelho") (LP) 2 de abril de 1973
  - Past Masters Volume One (CD) 8 de março de 1988
  - Anthology 1 (CD) 21 de novembro de 1995
  - The Beatles 1 (CD) 13 de novembro de 2000